# Laguna Carrillo
A  Laguna Carrillo é um lago localizado na Guatemala. Localiza-se no departamento de Jalapa, Município de Jalapa.